# Панайотис Николаидис (поет)
Панайотис Николаидис (на гръцки: Παναγιώτης Νικολαΐδης) е кипърски гръцки поет и писател.

## Биография и творчество
Панайотис Николаидис е роден през 1974 г. в Никозия, Кипър. Завършва византийска и новогръцка литература от Кипърския университет и получава магистърска степен по византийска и новогръцка литература от Кралския колеж в Лондон. След дипломирането си работи като филолог в средното образование. Участва в научни литературни конференции.
Негови стихотворения, студии и рецензии на книги са публикувани в литературни списания в Кипър и Гърция.
Първата му книга, стихосбирката „Като счупено огледало“ (Σαν ίαμβος καθρέφτης), е издадена през 2009 г. Тя е удостоена с държавната награда за дебют от Министерството на образованието и културата на Кипър.
През 2019 г. е издадена стихосбирката му „Юлската булка“ (Η νύφη του Ιούλη). Тя е вдъхновена от пътуването му в окупираната от турската армия северна част на Кипър, историите за прогонването на кипърските гърци и деелинизацията на окупираната територия. Стихосбирката е отличена с престижната награда за поезия „Жан Мореас“.
Панайотис Николаидис живее със семейството си в Никозия.

## Произведения

### Поезия
- Σαν ίαμβος καθρέφτης (2009)[1][2]
- Ξενιτεύομαι μ' ένα φωνήεν (2012)[3]
- Οινοποίηση. 66 χαϊκού για το κρασίν τζαι την ποίησην (2014)[4]
- Παραλογή (2016)
- Η νύφη του Ιούλη (2019)

### Сборници
- Μια στο λευκό και δυο στο μαύρο. Σονάτα για την αφαίρεση (2017) – с Михалис Пападопулос[2]
- Ανθολογία σύγχρονης κυπριακής ποίησης: Η Κύπρος μετά το ΄90 (2011) – с други автори[1]

### Документалистика
- Με λογισμό και μ’ όνειρο. Σκέψεις πάνω σε δύο ποιήματα και δύο δοκίμια του Θεοδόση Νικολάου (2016)[2]
- Η γενιά της κατοχής και της αφθονίας. 14 κριτικά κείμενα για τη σύγχρονη ποίηση στην Κύπρο μετά το ’90, (2018)[3]